# Olxheim
Olxheim ist eine Ortschaft der Stadt Einbeck im südniedersächsischen Landkreis Northeim.

## Geografie
Olxheim befindet sich im nordöstlichen Teil der Stadt Einbeck in einer Schleife der Leine. Wenige hundert Meter nordöstlich des Dorfes mündet die Aue in die Leine.

## Geschichte
Im Mittelalter waren die Herren von Woldenberg in Olxheim begütert. Über Rechte verfügten im Lauf der Jahrhunderte auch das Stift Gandersheim, Bischof Otto I., die Herren von Uslar, das Marienstift Einbeck, die Herren von Rauschenplat, die Herzöge Heinrich II. und Wilhelm II. und das Alexandristift Einbeck.
Im Zuge der Gebietsreform in Niedersachsen, die am 1. März 1974 stattfand, wurde die zuvor selbständige Gemeinde Olxheim in die Gemeinde Kreiensen eingegliedert. Als Teil dieser Gemeinde wurde Olxheim am 1. Januar 2013 eine Ortschaft der neugebildeten Stadt Einbeck.

## Politik

### Ortsrat
Der Ortsrat, der die Ortschaften Garlebsen, Ippensen und Olxheim gemeinsam vertritt, setzt sich aus 5 Ratsmitgliedern zusammen:
- Wgem. "Drei Dörfer Liste" Garlebsen-Ippensen-Olxheim: 5 Sitze

(Stand: Kommunalwahl 2021)

### Ortsbürgermeister
Der Ortsbürgermeister ist Hans-Jörg Kelpe (WG).

## Kultur und Sehenswürdigkeiten
Das Ortsbild wird vom Gebäude der Olxheimer Kirche geprägt.